# Leucothoe axillaris
Leucothoe axillaris là một loài thực vật có hoa trong họ Thạch nam. Loài này được (Lam.) D. Don mô tả khoa học đầu tiên năm 1834.

## Hình ảnh

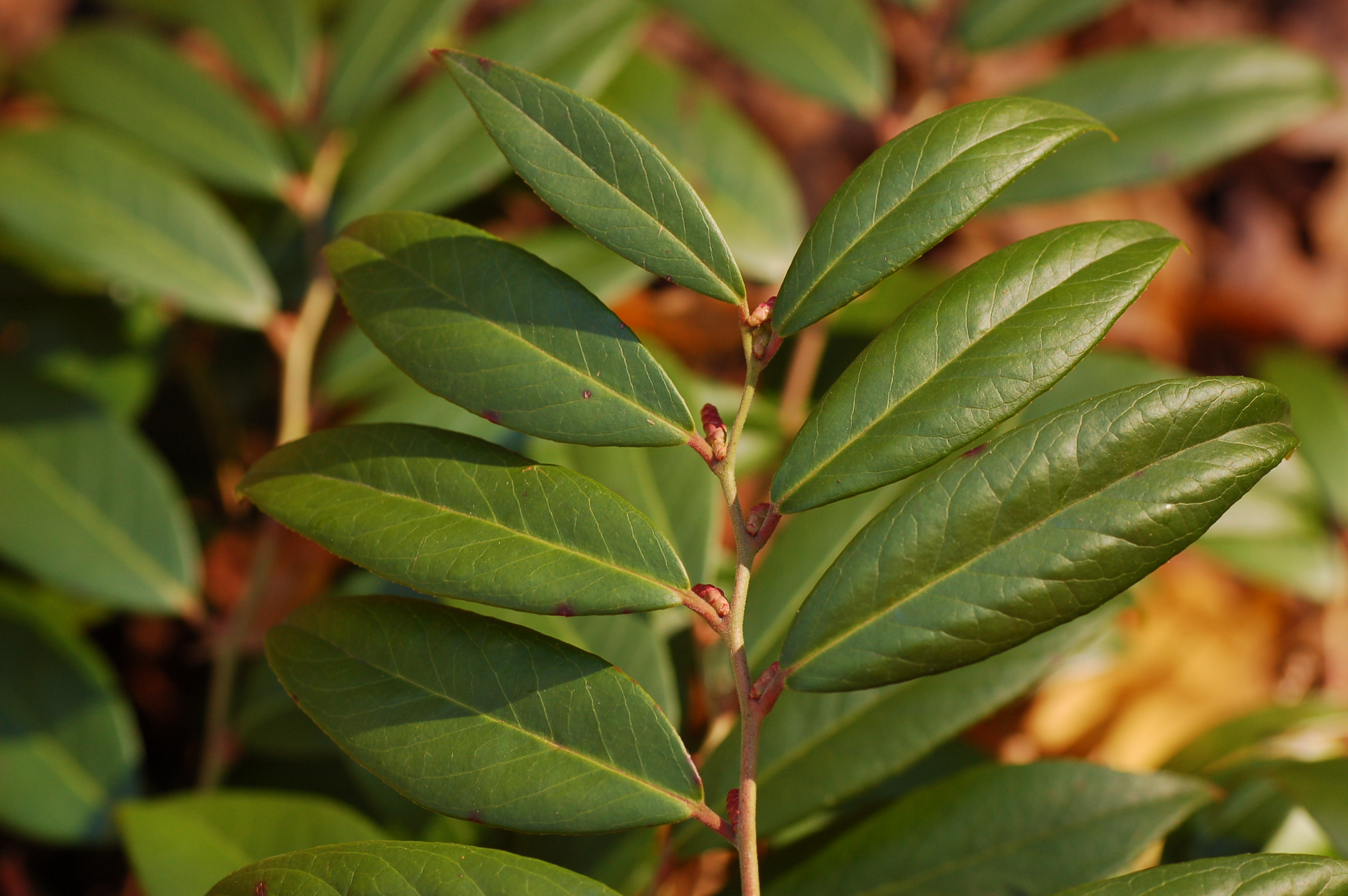
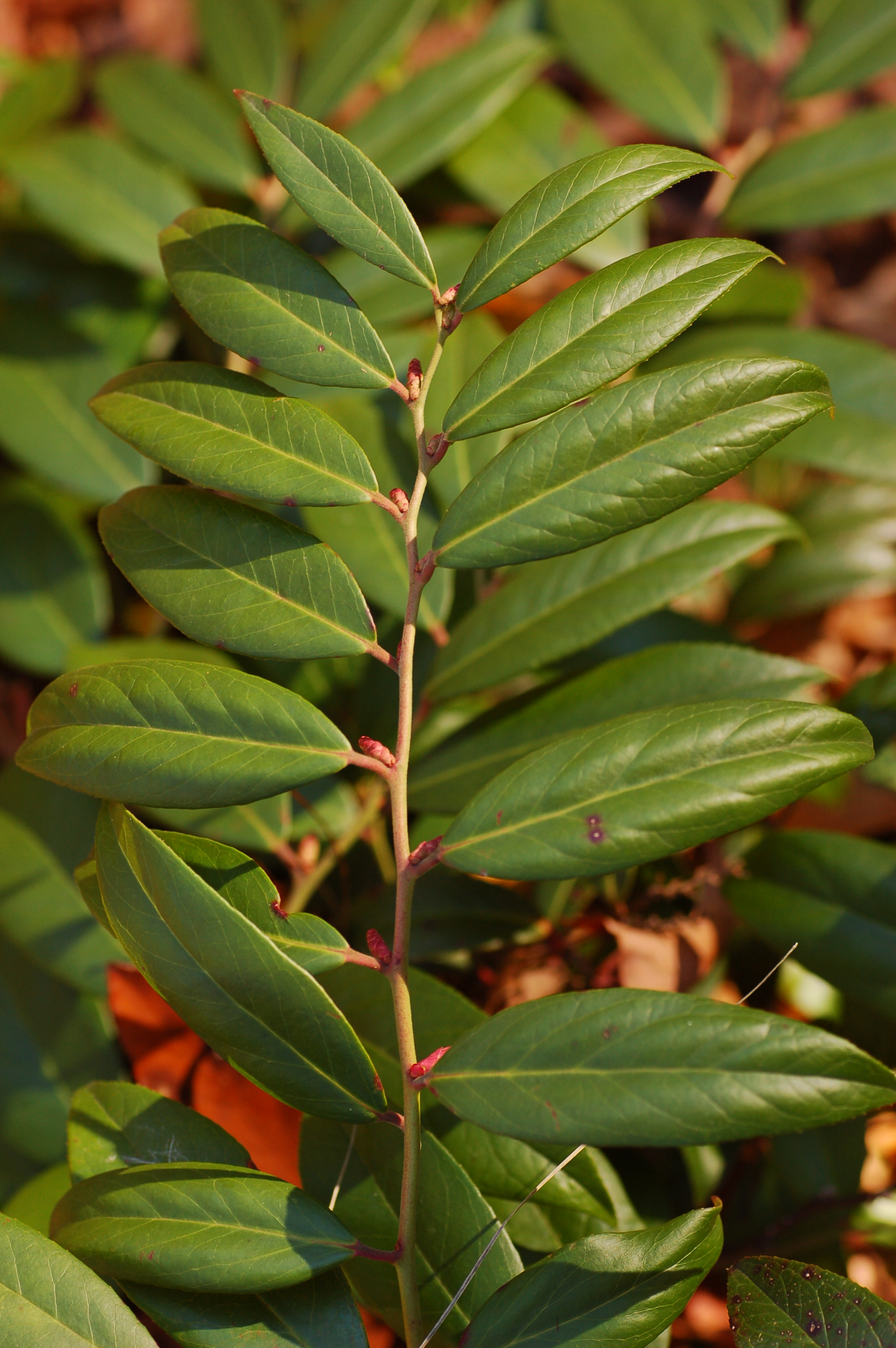
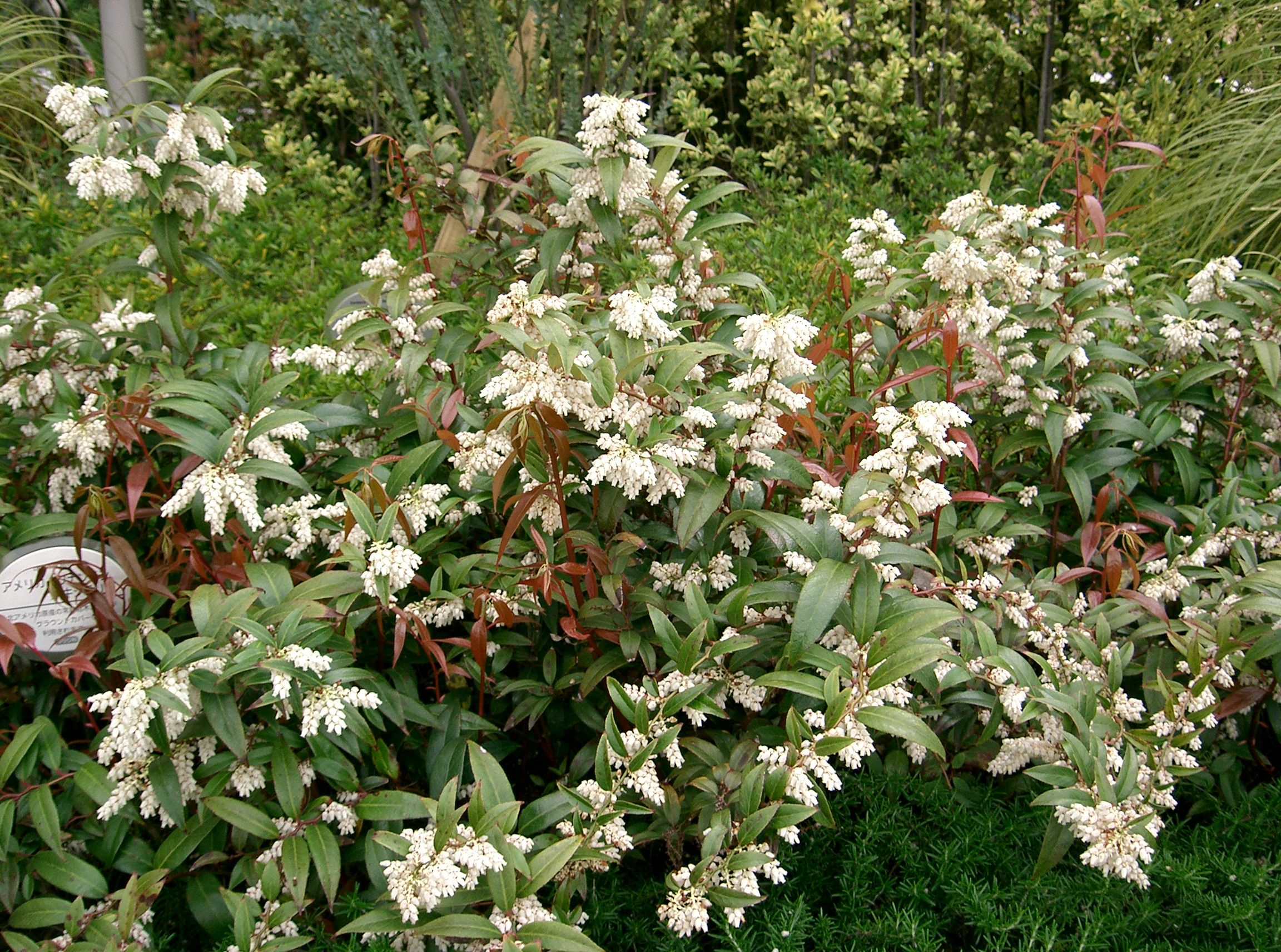
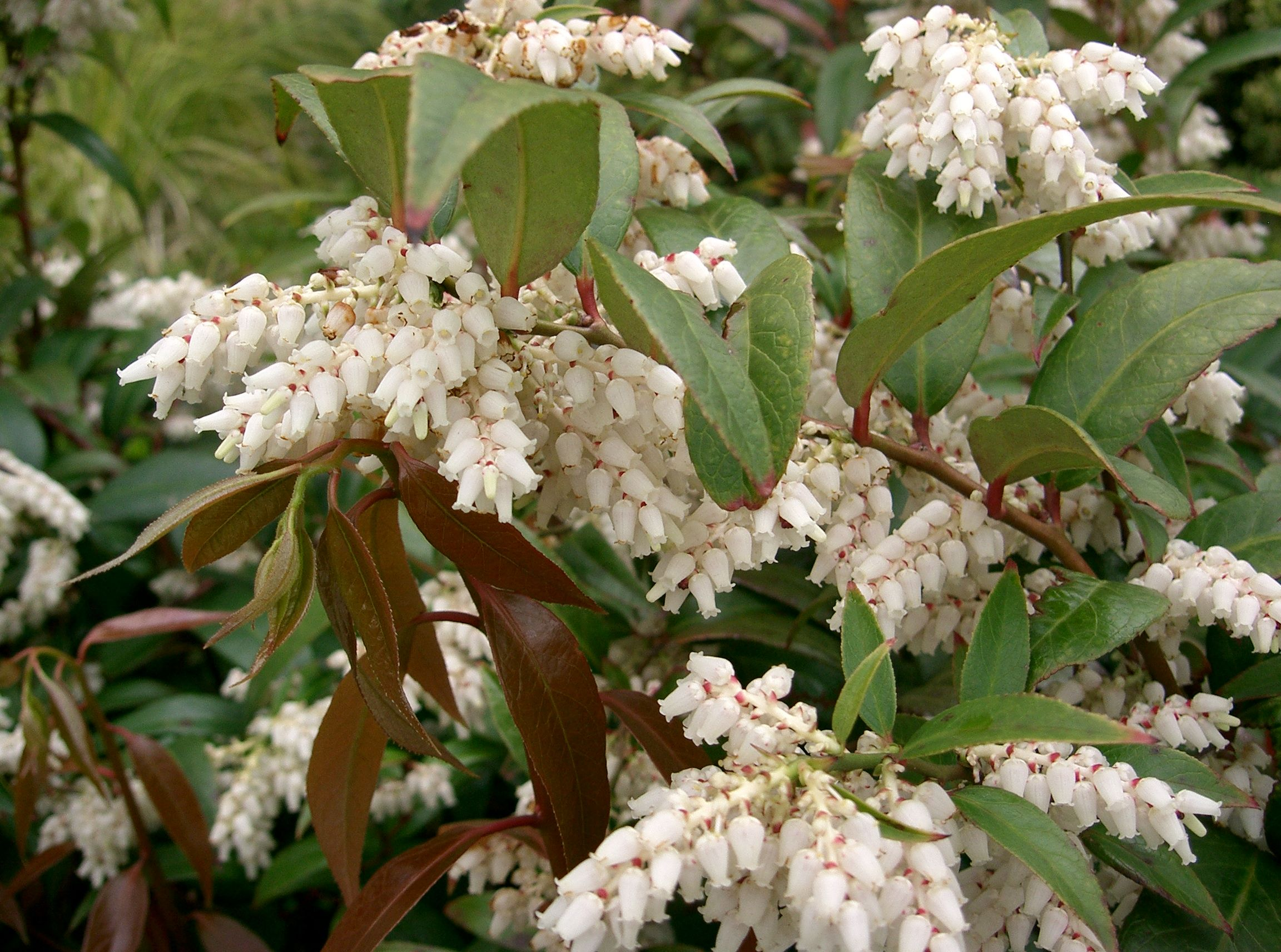